# Sandrine Collette
Sandrine Collette (Parigi, 1970) è una scrittrice francese.

## Biografia
Nata a Parigi nel 1970, ha compiuto studi di filosofia, scienze politiche e letteratura.
A partire dal suo esordio nel 2013 con il thriller Des nœuds d'acier (insignito del Grand prix de littérature policière), ha pubblicato altri 5 romanzi (uno all'anno) e una raccolta di racconti.
Insegnante all'Università di Parigi-Nanterre, possiede un allevamento di cavalli presso il massiccio del Morvan.

## Opere principali

### Romanzi
- Des nœuds d'acier (2013)
- Un vent de cendres (2014)
- Six fourmis blanches (2015)
- Resta la polvere (Il reste la poussière, 2016), Roma, edizioni E/O, 2017 traduzione di Alberto Bracci Testasecca ISBN 978-88-6632-825-4.
- Les Larmes noires sur la terre (2017)
- Juste après la vague (2018)
- Madelaine prima dell’alba (Madelaine avant l’aube), edizioni e/o, 2025, traduzione di Alberto Bracci Testasecca.

### Racconti
- Une brume si légère (2014)

## Premi e riconoscimenti
- Grand prix de littérature policière: 2013 per Des nœuds d'acier
- Prix Landerneau du polar: 2016 per Resta la polvere
- Prix Goncourt des Lycéens: 2024, per Madelaine prima dell’alba